# Joanna Connor

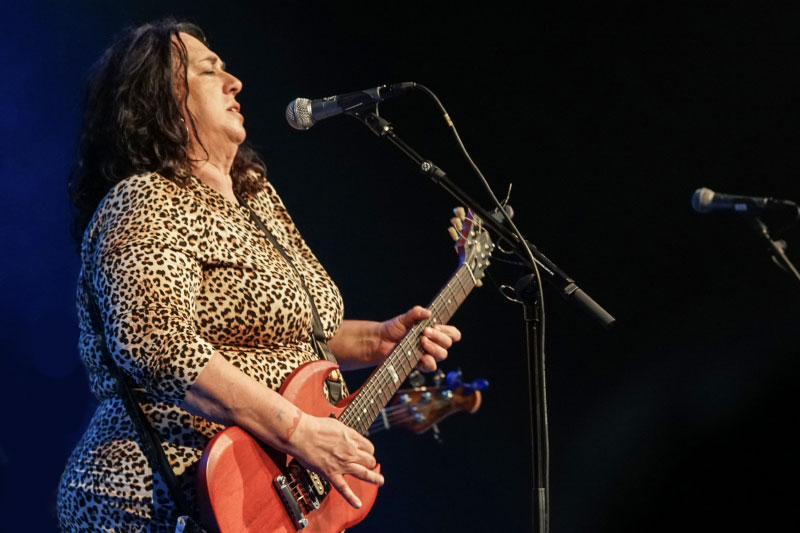
Joanna Connor, 2021

Joanna Connor (* 31. August 1962 in Brooklyn, New York) ist eine US-amerikanische Bluesmusikerin (Gesang, Gitarre).
Connor ist seit den frühen 1980er-Jahren eine Vertreterin des Chicago Blues. Sie spielte mit vielen bekannten Bluesmusikern zusammen, u. a. mit James Cotton, Junior Wells oder Luther Allison. 1987 gründete sie ihre eigene Band, mit der sie 1989 ihre erste eigene Schallplatte aufnahm. Joanna Connor tritt regelmäßig im Chicagoer Bluesclub Kingston Mines auf.

## Diskografie (Auswahl)
- 1989 Believe It!
- 1992 Fight
- 1993 Living on the Road (live)
- 1995 Rock & Roll Gypsy
- 1996 Big Girl Blues
- 1998 Slidetime
- 2001 Nothing But the Blues (live)
- 2002 The Joanna Connor Band
- 2010 Live 24 (live at Kingston Mines)
- 2016 Six String Stories
- 2019 Rise
- 2021 4801 South Indiana Avenue